# 西巴列斯
西巴列斯（西班牙語：Vallés Occidental），是西班牙加泰罗尼亚巴塞罗那省的一个县。总面积585.2平方公里，总人口898 173（2012年），人口密度約為1541人/平方公里。行政中心位于萨瓦德尔与塔拉萨。该地区工业以纺织、机械、冶金、机械、电力设备、建筑等为主。